# Rostbauch-Rußmeise
Die Rostbauch-Rußmeise (Melaniparus rufiventris, Syn.: Parus rufiventris) ist eine Vogelart aus der Familie der Meisen (Paridae).
Mitunter wurde die Zimtbauch-Rußmeise (Melaniparus pallidiventris) als konspezifisch angesehen, unterscheidet sich aber hauptsächlich in der Färbung der Unterseite.

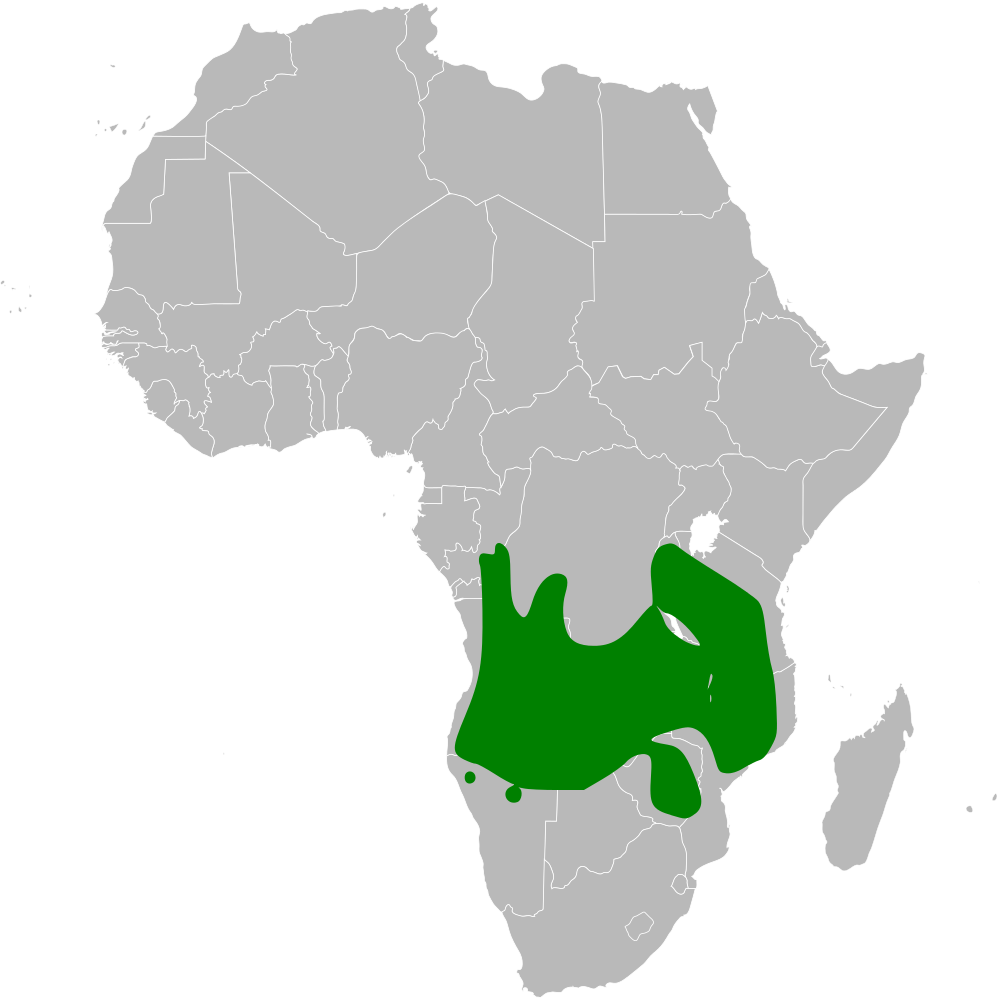
Ausbreitungsgebiet der Rostbauch-Rußmeise

Der Vogel kommt in der Republik Kongo, in der Demokratischen Republik Kongo und von Angola und Nordnamibia östlich bis Tansania und Nordmosamik vor.
Der Lebensraum umfasst tropischen oder subtropischen trockenen Miombowald, mit Dornbüschen bewachsene Savanne. Die Art kommt zusammen mit der Miomborußmeise (Melaniparus griseiventris) im hochgewachsenen Miombowald sowie mit der Sambesi-Rußmeise (Melaniparus niger) in trockenen Gebieten mit Bäumen im Nordosten Namibias vor. Meist wird sie oberhalb von 600 und bis zu 2000 m Höhe angetroffen.
Der Artzusatz kommt von lateinisch rufus ‚rotbraun‘ und lateinisch venter, ventris ‚Bauch‘.
Diese Meise ist ein Standvogel.

## Merkmale
Die Art ist 13–15 cm groß und wiegt zwischen 18 und 22 g, eine große Meise mit blassen Augen, mit schwarzer Brust und schwarzem Kopf und rotbrauner Unterseite. Das Männchen ist am ganzen Kopf bis zum Nacken, den Nackenseiten, der Kehle und Brust schwarz mit leichtem bläulichen Schimmer. Mantel und Rücken sind dunkelgrau, Bürzel und Oberschwanzdecken sind dunkler schwärzlich-grau, der Schwanz ist schwarz mit weißen Rändern und schmalen weißen Spitzen außen. Die Flügeldecken sind schwarz mit weißen Spitzen, die Flugfedern sind schwarz. Die Brust ist seitlich und an der Unterbrust dunkelgrau, ansonsten ist die Unterseite matt rotbraun-orange. Die Flügelunterseiten sind weiß. Die Iris ist schwefelgelb oder cremefarben, der Schnabel schwarz, die Beine bläulich-grau. Weibchen sind an der Unterseite etwas blasser rotbraun. Jungvögel sind matter, an Kopf und Brust dunkelgrau, an der Ober- und Unterseite brauner, die Flügel sind dunkelbraun und haben gelbbraune Flügelränder. Die Augen sind braun bis dunkelgrau.
Die Art kann mit der Zimtbauch-Rußmeise (Melaniparus pallidiventris) verwechselt werden, ist aber etwas größer und auf der Oberseite dunkler mit kräftig rotbrauner nicht grau-gelbbraunen Unterseite. Charakteristisch sind die aus der Nähe gut sichtbaren hell gelben Augen.

## Geografische Variation
Es werden folgende Unterarten anerkannt:
- M. r. rufiventris (Barboza du Bocage, 1801), Nominatform – Kongobecken bis Angola und Sambia
- M. r. masukuensis (Shelley, 1900), – Südosten der Demokratischen Republik Kongo, Ostsambia und Malawi, oben blasser grau, Kehle schwärzlich, Brust blasser grau, Unterseite blass bis rosa-zimtfarben
- M. r. diligens (Clancey, 19979), – Südangola, Nordnamibia, Südwestsambia und Nordwesten Botswanas, Kopf weniger kräftig gefärbt, geht in den mehr blaugrauen Mantel über. Kinn und Kehle sind weniger schwarz und gehen in die graue Brust über, Weibchen sind an Kinn und Kehle grau

Die Datenbank Avibase fasst die Unterart M. r. diligens unter M. r. rufiventris zusammen.

## Stimme
Die Lautäußerungen umfassen ein dünnes „sit, sit“, oder „szit“, das in längere Folgen von „si-ch“ oder „tsitsi-chaa-chaa-chaa-chaa“ übergeht, auch in ein rollendes „whit-cherr, whit-cherr, whit-cherr“. Der Alarmruf ist ein kratziges „churrr-churrr-churrr“.

## Lebensweise
Die Nahrung besteht hauptsächlich aus kleinen Wirbellosen und Larven, die meist paarweise, in kleinen Familiengruppen oder gemischten Jagdgemeinschaften gesucht werden. Bevorzugt werden große Bäume mit starkem Flechtenbewuchs (Usnea).
Die Brutzeit dürfte zwischen September und Dezember liegen, möglicherweise gibt es Bruthelfer. Das Nest wird in 3, seltener bis zu 8 m Höhe in einer Baumhöhle angelegt, gerne verlassene Höhlen von Spechten oder Afrikanischen Bartvögeln (Lybiidae). Das Gelege besteht aus 3–4 Eiern.

## Gefährdungssituation
Der Bestand gilt als „nicht gefährdet“ (Least Concern).